# 宋忠 (明朝)
宋忠（？—1399年），籍貫不详。明朝政治人物。

## 生平
洪武末，为锦衣卫指挥使。曾经为伸冤，被御史弹劾。明太祖朱元璋称其为人请命无罪。后被佥都御史刘观弹劾，担任凤阳中卫指挥使。洪武三十年，平羌将军齐让征西南夷无功，宋忠担任参将，跟从杨文讨伐。回师后，再次担任锦衣卫。建文元年，担任都督在开平屯兵，与徐凯屯兵的临清，耿瓛屯兵的山海关互为犄角。张昺、谢贵打算捉捕燕王朱棣时，宋忠亦率兵到北平。后未至而燕军兵发，居庸关失守，于是退保怀来。后为激励手下将士斗志，称他们的家属都被燕军屠灭，但朱棣得知后，故意让宋忠部下将士的家人为前锋，宋忠部下将士知道被骗，失去斗志，宋忠仓促布阵，不成列，燕軍一舉渡河，宋忠所部潰敗。其躲在厕所，被搜捕诛杀。
其子宋谦，当时十六岁，任镇南卫指挥使。建文四年（1402年）朱棣夺取帝位，九月，以宋谦充军，继而赐死。